# Ruta Estatal de Arizona 386
La Ruta Estatal de Arizona 386, y abreviada SR 386 (en inglés: Arizona State Route 386) es una carretera estatal estadounidense ubicada en el estado de Arizona. La carretera inicia en el sur desde cCerca del Observatorio Nacional de Kitt Peak hacia el norte en la SR 86 . La carretera tiene una longitud de 19,1 km (11.88 mi).

## Mantenimiento
Al igual que las autopistas interestatales, y las rutas federales y el resto de carreteras estatales, la Ruta Estatal de Arizona 386 es administrada y mantenida por el Departamento de Transporte de Arizona por sus siglas en inglés ADOT.